# Manwell Dimech
Manwel Dimech (La Valletta, 25 dicembre 1860 – Alessandria d'Egitto, 17 aprile 1921) è stato uno scrittore, giornalista e politico maltese, attivo durante la Malta Coloniale.

## Biografia

### Infanzia e carcere
Dimech nacque in una famiglia povera che viveva in una casa di una stanza in un edificio condiviso a St. John Street nella città de La Valletta. Durante la sua infanzia la famiglia si trasferì a Qormi, e poi a Msida. Aveva nove fratelli e suo padre morì quando egli era ancora un ragazzo. Nel 1873, a soli tredici anni, venne arrestato per furto e condannato a due giorni di carcere. In seguito fu arrestato per rapine e assalti e condannato nove volte, per svariati motivi. Nel 1877 fu accusato di omicidio e condannato a dodici anni di reclusione, e solo un anno dopo essere ritornato in libertà, fu accusato di falsificazione di denaro ed imprigionato per sette anni.
In carcere imparò a leggere e scrivere, apprendendo a parlare anche inglese, francese e italiano. Nel 1897 uscì totalmente dalla prigione a 36 anni.

### Giornalismo e politica

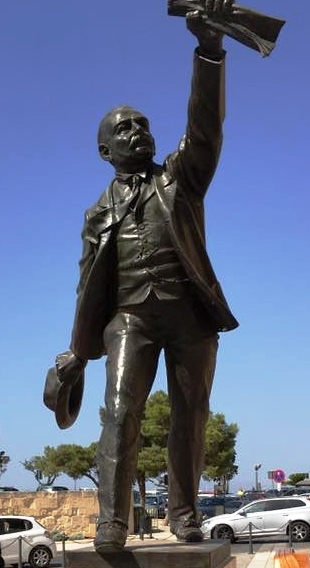
Statua dedicata a Manwel Dimech, Malta

Nel 1898 iniziò a pubblicare il suo primo giornale, Il-Bandiera tal-Maltin (in maltese Bandiera di Malta), che sosteneva l'indipendenza dal regime coloniale britannico. Successivamente Dimech pubblicò altri giornali e opuscoli.
Inoltre, viaggiò all'estero ed ebbe contatti con altri movimenti di indipendenza e sindacalisti. Nel 1890 visitò la Tunisia, nel 1903 il Montenegro, e successivamente, diverse città del nord Italia, in particolare Genova, Milano e Torino, finché nel 1911 ritornò definitivamente a Malta e fondò la Xirka IX 'l-Imdawlin (la Confraternita degli Illuminati), che rappresentava una sorta di combinazione tra un sistema di educazione degli adulti, un partito politico e un club sociale. Ma ben presto la Chiesa cattolica decise la sua scomunica.
Nel 1912 cambiò il nome della sua organizzazione in IX-Xirka tal-Maltin (la Confraternita di Malta) e nel 1914, poco prima dell'inizio della prima guerra mondiale, fu arrestato con l'accusa di spionaggio e deportato senza processo in Sicilia (Italia), a quel tempo ancora un paese neutrale. Dopo poche settimane fu arrestato di nuovo, e scelse di lasciare Malta per l'Egitto, che era allora un protettorato britannico. Di nuovo fu arrestato e imprigionato, e visse il resto della sua vita, anche dopo la fine della guerra, in prigione o in campi di concentramento in Alessandria d'Egitto o Il Cairo. Alla fine del 1918, fu trasferito nel campo di Sidi Bishr, ad Alessandria d'Egitto. Nel novembre 1920 fu colpito da un ictus e ricoverato presso il Victoria College, trasformato in ospedale durante la guerra. Qui morì nella primavera successiva, e vi fu sepolto, ma non è nota l'esatta ubicazione della sua tomba.